# Cole Palmer
Cole Jermaine Palmer (Manchester, 2002. május 6. –) angol válogatott labdarúgó, támadó középpályás és szélső. A Premier League-ben szereplő Chelsea játékosa.

## Pályafutása

### Klubcsapatokban
Palmer szülővárosában, a Manchester City csapatának akadémiáján kezdett el futballozni. A felnőtt csapatban 2020. szeptember 30-án debütált egy Burnley elleni ligakupa mérkőzésen. A Premier League-ben 2021. augusztus 21-én debütált a Norwich City ellen. Tagja volt a 2022-2023-as szezonban triplázó Manchester City keretének.
2023 nyarán a Chelsea játékosa lett.

### A válogatottban
Többszörös angol utánpótlás válogatott; tagja volt a 2019-es U17-es labdarúgó-Európa-bajnokságon szerepelt angol csapatnak.

## Statisztika

### A válogatottban
| Válogatott | Év       | Mérk. | Gól |
| ---------- | -------- | ----- | --- |
| Anglia     | 2023     | 2     | 0   |
| Anglia     | 2024     | 9     | 2   |
| Összesen   | Összesen | 11    | 2   |

## Sikerei, díjai

### Klub
- Manchester City
  - Angol bajnok: 2022–2023
  - Angol kupagyőztes: 2022–2023
  - UEFA-bajnokok ligája győztes: 2022–2023
  - UEFA-szuperkupa győztes: 2023

### Válogatott
- Anglia U21
  - U21-es Európa-bajnokság: 2023

### Egyéni
- Premier League – A szezon fiatal játékosa: 2023–2024[3]
- Premier League – A hónap játékosa díj: 2024. április[4]
- Premier League – A hónap gólja díj: 2024. április[5]